# Association internationale des investisseurs en économie sociale
L'Association internationale des investisseurs en économie sociale est un réseau international d'organismes de finance solidaire.

## Objectifs
Créé à Barcelone en 1989 par sept organisations financières d'économie sociale, le réseau a pour but de soutenir le développement d'organisations et d'entreprises actives dans les domaines suivants :
- environnement et développement durable
- économie sociale
- développement social
- enseignement et formation
- soins de santé
- relations Nord-Sud
- arts et culture.

## Membres
Parmi ses plus de cinquante membres, on trouve :
- La Nef ;
- Les Clubs d'investisseurs pour une gestion alternative et locale de l'épargne solidaire (Cigales) ;
- La Fédération européenne des banques éthiques et alternatives ;
- Financité.